# Bacanius ambiguus
Bacanius ambiguus är en skalbaggsart som beskrevs av Schmidt 1893. Bacanius ambiguus ingår i släktet Bacanius och familjen stumpbaggar. Inga underarter finns listade i Catalogue of Life.